# Lex Publilia Voleronis
La lex Publilia Voleronis è una lex publica votata nel 471 a.C. su proposta dei tribuni della plebe di quell'anno, tra i quali Publilio Volerone, primo propositore della legge, e Gaio Letorio.
Con questa legge il concilio della plebe, costituitosi "extra ordinem" dopo la prima secessione della plebe sul Monte Sacro del 494 a.C., fu riconosciuto ufficialmente come realtà istituzionale della Repubblica romana, ed organizzato su base tributa. I tribuni della plebe e gli edili venivano eletti dai Concilia Plebis Tributa.
Tuttavia, il riconoscimento della validità delle deliberazioni del concilio della plebe (leges plebeiae o plebis scita) richiese ancora due secoli. Infatti solo con una delle tre leggi Valerie-Orazie del 449 a.C. fu stabilita la validità delle deliberazioni plebee per tutto il popolo romano, ma solo dopo la ratifica da parte del Senato.
Nel 339 a.C., durante la cosiddetta dittatura plebea di Quinto Publilio Filone pare sia stata approvata una legge che imponeva al Senato di approvare preventivamente le proposte della plebe, che a quel punto avrebbero avuto valore per tutto il popolo. Solo nel 287 a.C. una lex Hortensia deliberò la validità dei plebis scita a prescindere dall'approvazione del Senato, segnando così la parificazione tra le due assemblee, espressione delle due classi sociali contrapposte del patriziato e della plebe.